# Andersvattnet
Andersvattnet är en sjö i Skellefteå kommun i Västerbotten och ingår i Rickleåns huvudavrinningsområde. Sjön har en area på 2,3 kvadratkilometer och ligger 147 meter över havet. Sjön avvattnas av vattendraget Andersvattenån.

## Delavrinningsområde
Andersvattnet ingår i det delavrinningsområde (715217-173106) som SMHI kallar för Utloppet av Andersvattnet. Medelhöjden är 177 meter över havet och ytan är 20,01 kvadratkilometer. Det finns inga avrinningsområden uppströms utan avrinningsområdet är högsta punkten. Andersvattenån som avvattnar avrinningsområdet har biflödesordning 2, vilket innebär att vattnet flödar genom totalt 2 vattendrag innan det når havet efter 66 kilometer. Avrinningsområdet består mestadels av skog (64 procent). Avrinningsområdet har 2,3 kvadratkilometer vattenytor vilket ger det en sjöprocent på 11,5 procent.